# Кор Схюрінґ
Кор Схюрінґ (нід. Cor Schuuring, 30 березня 1942) — нідерландський велогонщик.
Бронзовий призер Олімпійських Ігор 1964 року в командній гонці переслідування.